# Walter Mazzarri
Pour les articles homonymes, voir Mazzarri.
Walter Mazzari, né le 1er octobre 1961 à San Vincenzo, dans la province de Livourne, en Toscane, est un footballeur italien, qui évoluait au poste de milieu de terrain et désormais entraîneur de football.

## Biographie

### Carrière de joueur
Walter Mazzarri fut un joueur d'un bon niveau technique bien que n'ayant jamais fait le saut nécessaire pour s'imposer dans l'élite du football. Ses premiers pas, il les fait chez les jeunes de l'AC Fiorentina, avant d'être prêté au Pescara Calcio pour la saison 1981-1982, en Serie B (26 matches / 4 buts). L'équipe termine 20e et dernière et est rétrogradée. 
Il part ensuite au Cagliari Calcio pour la saison 1982-1983, où il fait ses débuts en Serie A. Après 4 apparitions sous le maillot sarde, il passe à l'AC Reggiana en Serie B, toujours en 1982, mais l'équipe termine 17e et est rétrogradée en Serie C1. 
Il retourne alors pour la saison 1983-1984 dans son club formateur, l'AC Fiorentina, mais est immédiatement transféré chez les voisins de l'Empoli FC en Serie B. Il reste là-bas 5 ans, obtenant lors de la saison 1985-1986, la première promotion du club dans l'élite. L'équipe redescend en Serie B après deux années en Serie A lors de la saison 1987-1988. Mazzarri a joué 91 matches pour 4 buts avec l'équipe toscane.
Après cette descente, Walter Mazzarri signe au Licata Calcio, tout juste promu en Serie B pour la première fois de son histoire. Mazzarri ne joue que 8 matches et l'équipe termine 9e. Il signe la saison suivante, 1989-1990, au Modène FC, en Serie C1. L'équipe d'Émilie-Romagne remporte son groupe et obtient la montée en Serie B avec le record défensif (encore valable) des clubs professionnels italiens : 9 buts encaissés. Mazzarri participe à 21 matches sans marquer de but. 
Il ne reste qu'une saison au Modène FC : il signe, pour la saison 1990-1991 à l'AS Nola promu en Serie C1. L'équipe terminera 13e et Mazzarri jouera 30 matches pour 3 buts. La saison suivante il signe au FC Esperia Viareggio en Serie C2 avec laquelle il terminera 6e en ne jouant que 11 matches. Il signe alors, en 1992-1993, à l'AS Acireale en Serie C1. Il termine 2e du championnat et l'équipe est promue en Serie B pour la première fois de son histoire. Mazzarri reste une saison supplémentaire : l'équipe (16e) se sauve après un match de barrage contre le Pise Calcio (0-0, 4-3 aux tirs au but, dont un transformé par Mazzarri). À l'orée de la saison 1994-1995, il signe à l'ASD Torres Calcio en Serie C2. Il a joué 32 matchs pour 1 but en deux saisons avec l'AS Acireale et 9 matchs avec l'ASD Torres Calcio. 
Walter Mazzarri raccroche les crampons à la fin de cette saison, 1994-1995, à 33 ans.

### Carrière d'entraîneur
Il ne commence sa carrière d'entraîneur qu'une année plus tard, lors de la saison 1996-97, en travaillant comme entraîneur-adjoint de Renzo Ulivieri au Bologne FC en Serie A. Il restera trois ans à ses côtés, deux à Bologne et un an au SSC Naples en Serie B. Pour la saison 1999-2000, et pendant deux ans, il s'occupe des jeunes au Bologne FC. Apprenant énormément, il se lance dans le grand bain en signant pour la saison 2001-2002 dans son ancien club, l'AS Acireale en Serie C2 avec lequel il terminera 12e de son groupe. Il ne reste qu'un an et signe pour la saison 2002-03 à l'AC Pistoiese, tout juste rétrogradé en Serie C1. Il terminera à la 10e place. 
En 2003-04, il est engagé par les toscans de l'AS Livourne Calcio en Serie B, ville qui est la sienne : c'est sa première saison dans l'antichambre de l'élite. L'équipe voit arriver dans ses rangs l'enfant du pays Cristiano Lucarelli. Après une phase aller mitigée, l'équipe effectue une excellente phase retour et se mêle à la lutte pour la promotion. L'équipe terminera finalement 3e et retrouve ainsi l'élite 55 ans après. Walter Mazzarri peut remercier son duo de buteurs Cristiano Lucarelli-Igor Protti auteurs à eux deux de 53 buts dans un championnat exceptionnellement à 24 équipes, et son jeune talent et futur pilier de la défense centrale de l'équipe d'Italie, Giorgio Chiellini. Mazzarri, malgré ce succès, va pourtant quitter le club juste après cette montée, et va signer en Calabre, à la Reggina Calcio en Serie A.
Dès sa première saison, 2004-05, il amène l'équipe à la 10e place en championnat, la meilleure de toute son histoire. La saison suivante, 2005-06, il sauve à nouveau l'équipe avec trois journées d'avance et termine à la 13e place. Mais à la suite des scandales de corruption qui éclaboussent le championnat italien à l'été 2006, la Reggina Calcio va se retrouver pénalisée : son président, Lillo Foti est accusé par la justice d'avoir participé au contrôle de la désignation des arbitres lors de la saison précédente. Le club est alors sanctionné, à partir de la saison 2006-07, de 15 points de pénalité, réduits à 11 points en appel. Malgré cette sanction lourde, Mazzarri réussira à sauver le club (14e) lors de la dernière journée, par une victoire 2-0 contre le Milan AC au Stadio San Siro. Sans la pénalisation, l'équipe se serait qualifiée en Coupe Intertoto. Le 30 mai 2007, Walter Mazzarri devient citoyen d'honneur de Reggio de Calabre.
Au début de l'été 2007, Walter Mazzarri signe, après trois saisons fructueuses à la Reggina Calcio, à l'UC Sampdoria, toujours en Serie A. Il remplace Walter Novellino, resté cinq ans sur ce banc. L'équipe se renforce avec l'expérimenté Vincenzo Montella, de retour, et surtout le fantasque Antonio Cassano en quête d'un nouveau défi après deux saisons ratées au Real Madrid CF. L'équipe se qualifie après deux matches de tours préliminaires en Coupe de l'UEFA mais sera éliminé dès le premier tour précédant la phase de groupe par les danois de l'AaB Alborg (2-2, 0-0). Mais en championnat, l'équipe démontrera un très haut niveau de jeu, notamment à domicile, et sera toujours en course pour une place en Ligue des champions de l'UEFA à un mois de la fin du championnat. L'UC Sampdoria terminera finalement 6e, obtenant une place directe en Coupe de l'UEFA.
La saison suivante sera beaucoup plus compliquée en championnat, l'équipe ne terminant que 13e. En Coupe de l'UEFA, l'équipe passera la phase de groupes, en terminant troisième derrière le Standard de Liège et le VfB Stuttgart avant d'être éliminée en 16e de finale par les ukrainiens du Metalist Kharkiv (0-1, 0-2). Le grand regret de la saison est la finale de Coupe d'Italie perdue aux tirs au but contre la Lazio de Rome (1-1) après l'erreur de Hugo Campagnaro. Lors de la dernière journée de championnat, Mazzarri, d'un commun accord avec sa direction, annonce qu'il ne sera pas sur le banc de l'UC Sampdoria la saison suivante.
Sans club en début de saison, Walter Mazzarri est appelé, après 7 journées de championnat, au chevet du SSC Naples, en remplacement de Roberto Donadoni. Il revient onze ans après en avoir été l'entraîneur-adjoint, sous les ordres de Renzo Ulivieri. Le 20 décembre 2009, il fête son 200e match sur un banc en Serie A. Grâce à l'électrochoc provoqué par son nouvel entraîneur, l'équipe termine la phase aller à la 3e place, ce qui n'était plus arrivé depuis 18 ans. L'équipe termine finalement la saison à la 6e place et peut jouer la Ligue Europa. La saison 2010-2011 marquera un tournant dans la carrière de l'entraîneur, après une saison fantastique où le Napoli aura longtemps tenu tête au Milan AC vainqueur du titre, le club de Walter Mazzarri accède à la qualification directe pour la Ligue des Champions. Mazzarri laissant planer le doute sur son avenir à la fin de saison, signe finalement une prolongation de cinq ans dans la capitale du Sud. 
Après une victoire en Coupe d'Italie en 2012 et une deuxième place acquise en 2013, Walter Mazzarri décide de quitter le SSC Naples. Quelques jours plus tard, le 24 mai 2013, il devient le nouvel entraîneur de Inter, où il succède à Andrea Stramaccioni.
Le 14 novembre 2014, il est remercié par Erick Thohir et remplacé immédiatement par Roberto Mancini.
Le 21 mai 2016, il s'engage au Watford Football Club pour 3 saisons à la place de l'espagnol Quique Sánchez Flores.
Le 4 janvier 2018, il signe au Torino FC ou il paraphe un contrat jusqu'en juin 2020. Il est licencié le 4 février 2020 après une série de mauvais résultats.
Le 15 septembre 2021, il signe un contrat de trois ans comme entraîneur de Cagliari Calcio.
En novembre 2023, il est nommé entraineur du SSC Naples en remplacement de Rudi Garcia. Le 19 février 2024, le Napoli annonce son limogeage.

## Palmarès d'entraîneur
- SSC Naples
  - Coupe d'Italie
    - Vainqueur (1) : 2012.
- Supercoupe d'Italie :
  - Finaliste : 2012 et 2023.
- Championnat d'Italie :
  - Vice-champion : 2013.